# Cuarto Cantón
Cuarto Cantón är en ort i Mexiko.   Den ligger i kommunen Tuzantán och delstaten Chiapas, i den sydöstra delen av landet, 900 km sydost om huvudstaden Mexico City. Cuarto Cantón ligger 30 meter över havet och antalet invånare är 911.
Terrängen runt Cuarto Cantón är platt åt sydväst, men åt nordost är den kuperad. Runt Cuarto Cantón är det ganska tätbefolkat, med 207 invånare per kvadratkilometer. Närmaste större samhälle är Huixtla, 6,0 km norr om Cuarto Cantón. I omgivningarna runt Cuarto Cantón växer i huvudsak städsegrön lövskog.